# Golet de la Biche
Le Golet de la Biche, ou col de la Biche, se situe au sud du massif du Jura dans le département de Ain, dans le chaînon du Grand Colombier, à 1 310 mètres d'altitude. Le col est fermé en hiver.

## Géographie
Dans un environnement forestier et sur la commune nouvelle d'Arvière-en-Valromey, le col est desservi par la route départementale 123. Il relie les communes de Brénaz, à l'ouest, et Corbonod, à l'est.

## Ascension cycliste

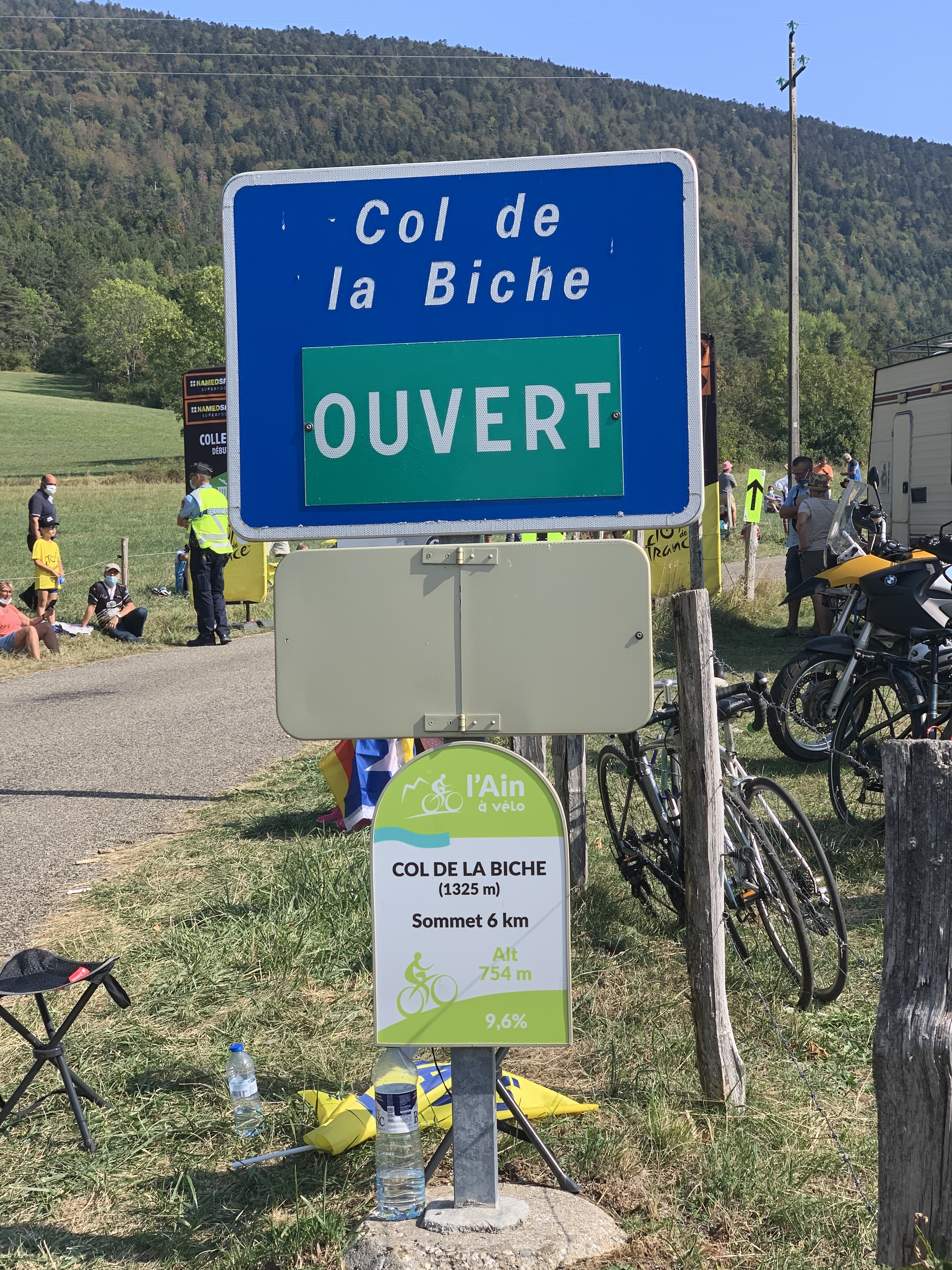
du Tour France 2020.

Situé au nord du col du Grand Colombier, le Golet de la Biche est moins connu que son homologue, mais conserve une pente rude : 7,7 % de moyenne avec une pente frôlant les 10 % dès le départ de Gignez (commune de Corbonod). La déclivité atteint les 12 % en début de quatrième kilomètre. Ensuite, la montée présente une moyenne environnant les 10 % à 8 %. Le pourcentage retombe peu à peu en fin d'ascension, il y a même une descente entre les douzième et treizième kilomètres. Après le passage de la Croix de Fambang, le col se termine par une dernière borne à 7 %, avant de parvenir au sommet exposant une vue sur le Mont-Blanc et les sommets alpins.
Le Tour de France 2017 l'a emprunté lors de l'étape Nantua - Chambéry, en hors catégorie ; c'est le coureur slovène Primož Roglič qui est passé en tête au sommet. Il a également été au programme de la 15e étape du Tour de France 2020, classé en 1re catégorie ; le Français Pierre Rolland l'a franchi en tête.
| Année | Étape | Catégorie | 1er au sommet  |
| ----- | ----- | --------- | -------------- |
| 2020  | 15e   | 1         | Pierre Rolland |
| 2017  | 9e    | HC        | Primož Roglič  |